# Chrysalis Group
Chrysalis Group — бывшая британская медиа компания, основанная Крисом Райтом и Терри Эллисом. Работала в сфере телевидения, книг, радио и музыкальной индустрии.
Телевизионное подразделение было продано All3Media в 2003 году. Музыкальный лейбл Chrysalis Records перешёл к EMI в 1991 году, а в 2010 году — BMG Rights Management за 107 млн ф.с; также существовали музыкальные лейблы The Hit Label, Echo и Papillon Records.. В 2005 году Chrysalis Books Group была продана книжному издательству Anova Books, включая инпринты Batsford и Robson Books. В 2007 году Chrysalis Radio было продано за 170 млн ф.с. Global Radio. 
В 2016 году большую часть записей Chrysalis у Warner Music как владельца EMI выкупила Blue Raincoat Music, которую в августе 2019 году купил Reservoir Media Management.